# Bozoum
Bozoum é a capital de Ouham-Pendé, uma das catorze prefeituras da República Centro-Africana..